# Liste der Kulturgüter in Schenkon
Die Liste der Kulturgüter in Schenkon enthält alle Objekte in der Gemeinde Schenkon im Kanton Luzern, die gemäss der Haager Konvention zum Schutz von Kulturgut bei bewaffneten Konflikten, dem Bundesgesetz vom 20. Juni 2014 über den Schutz der Kulturgüter bei bewaffneten Konflikten sowie der Verordnung vom 29. Oktober 2014 über den Schutz der Kulturgüter bei bewaffneten Konflikten unter Schutz stehen.
Objekte der Kategorien A und B sind im Gemeindegebiet nicht ausgewiesen, Objekte der Kategorie C fehlen zurzeit (Stand: 1. Januar 2023). Unter übrige Baudenkmäler sind zusätzliche Objekte zu finden, die im kantonalen Denkmalverzeichnis verzeichnet und nicht bereits in der Liste der Kulturgüter enthalten sind.

## Übrige Baudenkmäler
| ID  | Foto |                 | Objekt                            | Typ | Standort        | Beschreibung |
| --- | ---- | --------------- | --------------------------------- | --- | --------------- | ------------ |
| 37  | BW   | Datei hochladen | Kapelle St. Antonius von Padua    | G   | 652830 / 224928 |              |
| 44  | BW   | Datei hochladen | Bauernhaus Hofstetten             | G   | 652050 / 226076 |              |
| 289 | BW   | Datei hochladen | Burgruine Schenkon mit Burggraben | G   | 653418 / 224700 |              |
| 363 | BW   | Datei hochladen | Wegkapelle St. Apollonia          | K   | 653327 / 224645 |              |

Legende: Siehe Legende der Liste der Kulturgüter von nationaler und regionaler Bedeutung. Anstelle der KGS-Nummer wird als Objekt-Identifikator (ID) die Gebäudenummer im kantonalen Denkmalverzeichnis verwendet.